# Davis Love III

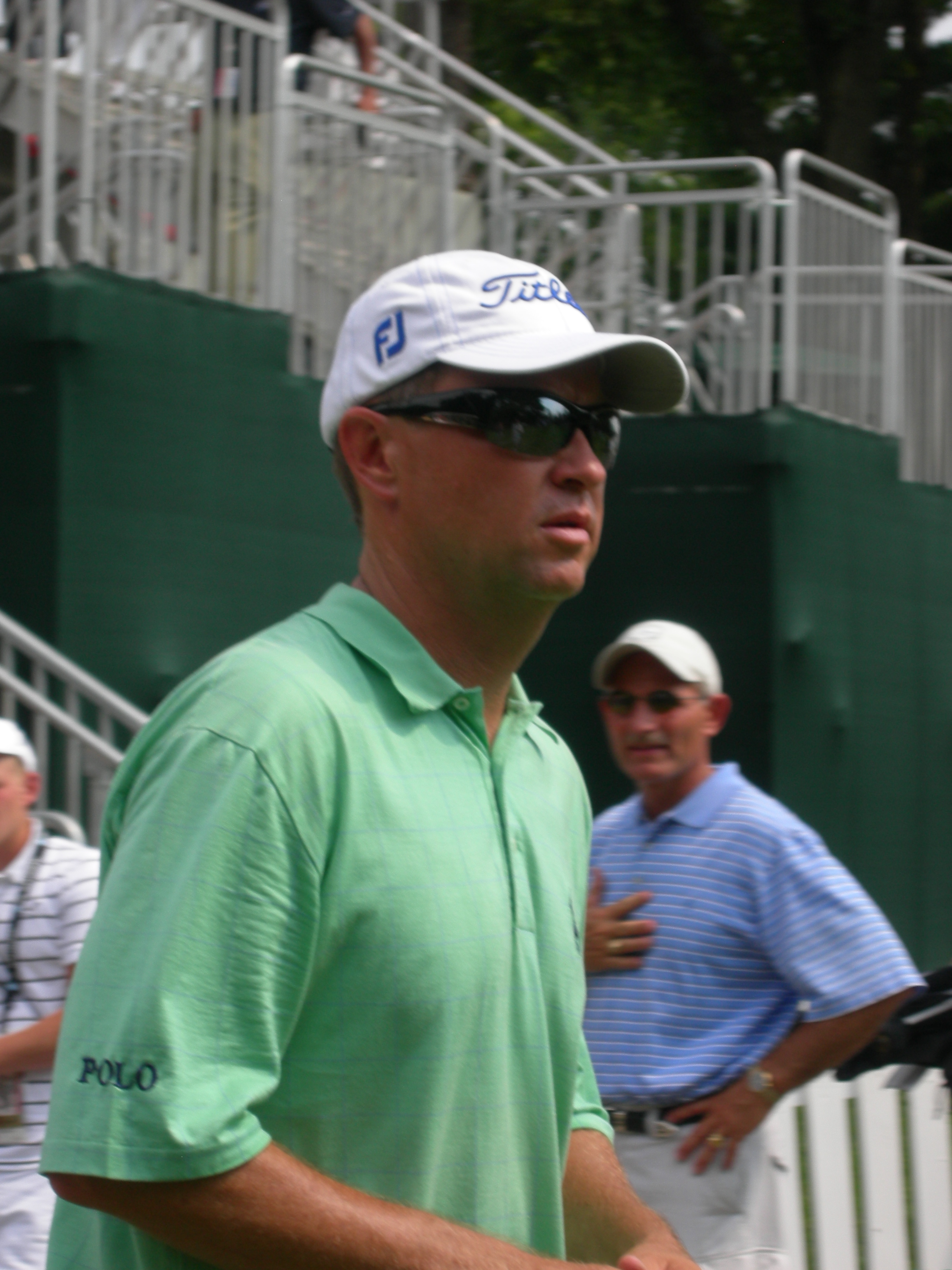
Davis Love III

Davis Love III, född 13 april 1964 i Charlotte i North Carolina, är en amerikansk professionell golfspelare.
Love tog examen på University of North Carolina at Chapel Hill innan han blev professionell 1985. Han etablerade sig snabbt på den amerikanska PGA-touren genom att vinna sin första tävling 1987. Han har under många år legat placerad på topp tio på golfens världsranking.
I slutet av säsongen 2004, hade Love vunnit arton tävlingar på PGA-touren, inklusive en major (1997 års PGA Championship), samt The Players Championship in 1992 och 2003. Vid den tiden låg han fyra på PGA TOUR Career Money Leaders list med över 29 miljoner dollar. Love var lagkapten för det amerikanska Ryder Cup laget 2012 samt 2016 och kommer i september 2017 bli invald i World Golf Hall of Fame.
Love lärde sig spelet av sin far, Davis Love Jr, som var pro och en känd golfinstruktör omkommen i en flygolycka 1988.

## Meriter

### Majorsegrar
| År   | Mästerskap       | 54 hål        | Resultat              | Vinstmarginal | Runner-up      | Bana                  |
| ---- | ---------------- | ------------- | --------------------- | ------------- | -------------- | --------------------- |
| 1997 | PGA Championship | Delad ledning | −11 (66-71-66-66=269) | 5 slag        | Justin Leonard | Winged Foot Golf Club |

### PGA Tour sammanställning
Vinster på PGA Touren (21)
| No. | Datum        | Tävling                               | Resultat                | Mot par                 | Vinstmarginal | Runner(s)-up                                           |
| --- | ------------ | ------------------------------------- | ----------------------- | ----------------------- | ------------- | ------------------------------------------------------ |
| 1   | Apr 19, 1987 | MCI Heritage Golf Classic             | 70-67-67-67=271         | −13                     | 1 slag        | Steve Jones                                            |
| 2   | Aug 19, 1990 | The International                     | 14 poäng (8-0-15-14)    | 14 poäng (8-0-15-14)    | 3 poäng       | Steve Pate, Eduardo Romero, Peter Senior               |
| 3   | Apr 21, 1991 | MCI Heritage Golf Classic (2)         | 65-68-68-70=271         | −13                     | 2 slag        | Ian Baker-Finch                                        |
| 4   | Mar 29, 1992 | The Players Championship              | 67-68-71-67=273         | −15                     | 4 slag        | Ian Baker-Finch, Phil Blackmar, Nick Faldo, Tom Watson |
| 5   | Apr 19, 1992 | MCI Heritage Golf Classic (3)         | 67-67-67-68=269         | −15                     | 4 slag        | Chip Beck                                              |
| 6   | Apr 26, 1992 | KMart Greater Greensboro Open         | 71-68-71-62=272         | −16                     | 6 slag        | John Cook                                              |
| 7   | Jan 10, 1993 | Infiniti Tournament of Champions      | 67-67-69-69=272         | −16                     | 1 slag        | Tom Kite                                               |
| 8   | Oct 24, 1993 | Las Vegas Invitational                | 67-66-67-65-66=331      | −29                     | 8 slag        | Craig Stadler                                          |
| 9   | Apr 2, 1995  | Freeport-McMoRan Classic              | 68-69-66-71=274         | −14                     | Särspel       | Mike Heinen                                            |
| 10  | Feb 11, 1996 | Buick Invitational                    | 66-70-69-64=269         | −19                     | 2 slag        | Phil Mickelson                                         |
| 11  | Aug 17, 1997 | PGA Championship                      | 66-71-66-66=269         | −11                     | 5 slag        | Justin Leonard                                         |
| 12  | Oct 5, 1997  | Buick Challenge                       | 67-65-67-68=267         | −21                     | 4 slag        | Stewart Cink                                           |
| 13  | Apr 19, 1998 | MCI Classic (4)                       | 67-68-66-65=266         | −18                     | 7 slag        | Glen Day                                               |
| 14  | Feb 4, 2001  | AT&T Pebble Beach National Pro-Am     | 71-69-69-63=272         | −16                     | 1 slag        | Vijay Singh                                            |
| 15  | Feb 9, 2003  | AT&T Pebble Beach National Pro-Am (2) | 72-67-67-68=274         | −14                     | 1 slag        | Tom Lehman                                             |
| 16  | Mar 30, 2003 | The Players Championship (2)          | 70-67-70-64=271         | −17                     | 6 slag        | Jay Haas, Pádraig Harrington                           |
| 17  | Apr 20, 2003 | MCI Heritage (5)                      | 66-69-69-67=271         | −13                     | Särspel       | Woody Austin                                           |
| 18  | Aug 10, 2003 | The International (2)                 | 46 poäng (19-17-5-5=46) | 46 poäng (19-17-5-5=46) | 12 poäng      | Retief Goosen, Vijay Singh                             |
| 19  | Okt 8, 2006  | Chrysler Classic of Greensboro (2)    | 69-69-68-66=272         | −16                     | 2 slag        | Jason Bohn                                             |
| 20  | Nov 9, 2008  | Children's Miracle Network Classic    | 66-69-64-64=263         | −25                     | 1 slag        | Tommy Gainey                                           |
| 21  | Aug 23, 2015 | Wyndham Championship (3)              | 64-66-69-64=263         | −17                     | 1 slag        | Jason Gore                                             |